# Вільгельм Кюльц
Вільгельм Леопольд Фрідріх Кюльц (нім. Wilhelm Leopold Friedrich Külz 18 лютого 1875, Борна — 10 квітня 1948, Берлін) — німецький політик, член Німецької демократичної партії і Ліберально-демократичної партії Німеччини. У 1926 році був рейхсміністром внутрішніх справ, в 1945—1948 роках обіймав посаду голови ЛДПН.

## Біографія
Кюльц народився в родині саксонського священика, брат-близнюк Вільгельма Кюльца — лікар тропічної медицини та викладач вищої школи Людвіг Кюльц. Вільгельм Кюльц отримав атестат зрілості в 1894 році в земельній школі Святого Августина в Гріммі і потім вивчав юридичні та державні науки в Лейпцизькому і Тюбингенському університетах і захистив докторську дисертацію. У 1901 році Кюльц влаштувався міським писарем в Ціттау, в 1903 році обіймав посаду заступника бургомістра Мерані. У 1904—1912 роках служив бургомістром Бюккебургу. Обирався в ландтаг Шаумбург-Ліппе, був депутатом в 1906—1912 роках і з 1910 року обіймав посаду голови ландтагу.
У 1907 році Кюльц був призначений рейхскомісаром з питань самоврядування в Німецькій Південно-Західній Африці і провів рік в Африці. Введена там система комунального управління була підготовлена Кюльцем. У 1912 році Вільгельм Кюльц був обраний обер-бургомістром Циттау, воював чотири роки солдатом в Першу світову війну і демобілізувався в званні майора. У 1923 році Кюльц був обраний другим бургомістром Дрездена і відповідав за міські фінанси.
Спочатку Кюльц тяжів до Націонал-ліберальної партії і безуспішно висувався від неї в Рейхстаг. У 1918 році вступив в Німецьку демократичну партію. У 1920—1933 роках очолював партію в Саксонії. У 1919 роках був депутатом Веймарського національних зборів і в 1922—1932 роках — депутатом рейхстагу.
У січні 1926 р Кюльц був призначений рейхсміністром внутрішніх справ у другому уряді Ганса Лютера і зберіг цей пост за канцлера Вільгельма Маркса аж до його повалення в грудні того ж року.
9 лютого 1931 року Кюльц був обраний обер-бургомістром Дрездена. Був зміщений з посади рейхскомісаром Манфредом фон Кіллінгер за те, що не хотів звільняти небажаних підлеглих і в березні 1933 року відмовився підняти над ратушею прапор зі свастикою. У 1935 році Кюльц переїхав до Берліна, де працював адвокатом і служив в різних господарських об'єднаннях і підтримував контакти з антифашистськими колами.
В середині 1945 року Кюльц виступив одним із засновників Ліберально-демократичної партії Німеччини і в листопаді того ж року став головою партії після зсуву Вальдемара Коха радянською окупаційною владою. З 1945 року був видавцем газети ЛДПН Der Morgen. 17 березня 1947 року разом з Теодором Хойсом був обраний співголовою Демократичної партії Німеччини. Менш року спроба створення загальнонімецької партії провалилася через участь ЛДПН в організованому СЄПН 1-му Німецькому народному конгресі за єдність і справедливий світ. Як представник другої за значимістю партії в Радянській зоні окупації Німеччини Кюльц не погоджувався з домінуванням СЄПН на конгресі. 18 січня 1948 року Кюльц був виведений зі складу правління ДПН з формулюванням «за прийняття російської позиції з питання єдності Німеччини», що фактично стало кінцем ДПН.
Разом з Отто Нушкою і Вільгельмом Піком Кюльц став співголовою Німецького народного ради, попередника Народної палати НДР.
Син — Гельмут Р. Кюльц (1903—1985) займав в 1946—1948 роках пост міністра юстиції Тюрінгії і після втечі в західну окупаційну зону Німеччини служив в 1953—1971 роках головою судової колегії Федерального адміністративного суду.
Вільгельм Кюльц разом з дружиною Ерной і сином Гельмутом був похований на Вільмерсдорфском кладовищі в Берліні.

## Твори
- Leben und Streben des Akademischen Gesangvereins Arion während der 50 Jahre seines Bestehens. Festschrift zum 50jährigen Jubiläum. Allen Arionen gewidmet von einem Alten Herrn . Leipzig 1899.
- Deutsch-Südafrika im 25. Jahre deutscher Schutzherrschaft . Süsserott, Berlin 1909.
- Die Gemeindepolitik der Deutschen Demokratischen Partei. Demokratischer Verlag, Berlin o. J. (1920).
- Deutsche Wiedergeburt. Parteileitung d. Liberal-Demokratischen Partei Deutschlands, Berlin o. J. (1947).
- Aus Reden und Aufsätzen. Hrsg. von Manfred Bogisch, Buchverlag Der Morgen, Berlin одна тисяча дев'ятсот вісімдесят чотири.
- Ein Liberaler zwischen Ost und West: Aufzeichnungen 1947—1948. Hrsg. von Hergard Robel, Oldenbourg, München 1989, ISBN 3-486-54101-3 .